# Митопоетик (награда)
Награда „Митопоетик“" (на английски: Mythopoeic Awards, в превод – Митопоетични награди) е литературна награда, която се връчва от дружеството „Митопоетик“ на автори за произведения в областта на фентъзи литературата, а също и за научни трудове в тази област. Дружеството „Митопеик“ е международна литературна и образователна организация с идеална цел, която се занимава с изучаване, обсъждане и популяризиране на фентъзи, фантастична и митологична литература, но най-вече с творчеството на Дж. Р. Р. Толкин, Луис Карол и Чарлз Уилямс, основни участници в литературната дискусионна група „Инклингите“, съществувала в Оксфорд през 1930 – 1950 година.
Наградата се връчва ежегодно от 1971 г.

## Категории
Награда „Митопоетик“ се връчва в четири категории:
- Награда „Митопоетик“ за произведение за възрастни (Mythopoeic Fantasy Award for Adult Literature). Наградата се връчва за роман, цикъл или авторски сборник в жанра фентъзи, написан в предходната година, което в най-голяма степен следва „духа на Инклингите“. Произведенията могат да се номинират в две последователни години.
- Награда „Митопоетик“ за произведение за деца и юноши (Mythopoeic Fantasy Award for Children’s Literature). Наградата се връчва за книги, написани за деца в традициите на „Хобитът“ или „Хрониките на Нарния“. Условията за номиниране са същите както и за произведенията за възрастни.
- Награда „Митопоетик“ за изследвания на творчеството на Инклингите (Mythopoeic Scholarship Award in Inklings Studies). Връчва се за трудове, посветени на изследвания на творчеството на Дж. Р. Р. Толкин, Луис Карол и Чарлз Уилямс. Номинират се творби, написани в последните три години.
- Награда „Митопоетик“ за изследвания на тема митология и фентъзи (Mythopoeic Scholarship Award in Myth and Fantasy Studies). Връчва се за научни трудове, посветени на митове и фентъзи, а също и за изследвания на творчеството на други автори, пишещи в традициите на Инклингите. Номинират се творби, написани в последните три години.